# Бозовіч
Бозовіч (рум. Bozovici) — село у повіті Караш-Северін в Румунії. Адміністративний центр комуни Бозовіч.
Село розташоване на відстані 328 км на захід від Бухареста, 42 км на південь від Решиці, 110 км на південний схід від Тімішоари.

## Населення
За даними перепису населення 2002 року у селі проживали 2408 осіб.
Національний склад населення села:
| Національність | Кількість осіб | Відсоток |
| -------------- | -------------- | -------- |
| румуни         | 2268           | 94,2%    |
| цигани         | 65             | 2,7%     |
| чехи           | 48             | 2,0%     |
| німці          | 13             | 0,5%     |
| угорці         | 11             | 0,5%     |

Рідною мовою назвали:
| Мова      | Кількість осіб | Відсоток |
| --------- | -------------- | -------- |
| румунська | 2331           | 96,8%    |
| чеська    | 38             | 1,6%     |
| циганська | 23             | 1,0%     |
| німецька  | 9              | 0,4%     |
| угорська  | 6              | 0,2%     |